# Косвен данък
Косвеният данък е данък върху продажбите, потреблението, консумацията. Той е косвен, тоест се дължи на държавата от трето лице, за чиято сметка в действителност е данъкът.
Продавачът го внася в бюджета, но в действителност се плаща от купувача (крайния потребител), тъй като е включен в цената на стоките и услугите. Той до голяма степен определя равнището на цените.
Понижаването на косвените данъци означава нарастване на предлагането и съответно при неизменно съвкупно търсене - потискане на инфлацията. При същото базово условие, повишаването на косвените данъци може да доведе до ускоряване растежа на цените и да се отрази негативно върху стопанския растеж и заетостта (Вижте също Търсене и предлагане).

## Видове
- данък върху добавената стойност (ДДС)
- данък върху оборота
- мито
- акциз

## Категории
- еднофазен данък – начислява се еднократно, напр. акциз;
- многофазен данък – всяка сделка/доставка от производството до крайното потребление се облага, напр. ДДС; в крайна сметка размерът на данъка е колкото при едно облагане (некумулативен) поради системата от данъчни кредити.